# Culicia tenuisepes
Culicia tenuisepes är en korallart som beskrevs av Ogawa,Takahashi och Sakai 1997. Culicia tenuisepes ingår i släktet Culicia och familjen Rhizangiidae. Inga underarter finns listade i Catalogue of Life.